# BiełKA-2
BiełKA-2 (znany również pod nazwą BKA, biał. Беларускі касмічны апарат (biełaruski kasmiczny aparat), ros. Белорусский космический аппарат (biełaruskij kasmiczeskij aparat)) – satelita zbudowany dla Narodowej Akademii Nauk Białorusi, pierwszy białoruski sztuczny satelita na orbicie okołoziemskiej.
BiełKA-2 powstał w celu zastąpienia utraconego satelity BiełKA. Został wystrzelony z kompleksu nr 31 w kazachskim kosmodromie Bajkonur na pokładzie rakiety Sojuz-FG/Fregat, wraz z rosyjskimi satelitami Kanopus W-1 i Zond-PP oraz niemieckim TET-1 i kanadyjskim ExactView-1. W przyszłości satelita ma być częścią grupy satelitów wykonujących zadania opracowywane przez Związek Rosji i Białorusi.